# 윤자록
윤자록(尹滋祿)은 대한제국과 일제강점기의 관료이다.

## 생애
대한제국 말기인 1905년 6월에 탁지부에서 토지 측량 기술자를 양성하기 위해 운영한 측량강습생 제도에 따라 강습생으로 채용되어 약 5개월 동안 교육을 받았다. 같은 해 12월에는 판임관 8급의 탁지부 기수로 임용되어 관계에 들어섰다. 
1906년에는 판임관 7급의 한성부 기수로 전임 발령을 받았다. 1910년에 한일 병합 조약이 체결되기 전까지 한성부 기수로 근무했다. 이때 품계는 6품이었다. 
한일 병합 조약 체결로 조선총독부 체제가 들어선 뒤 충청남도 회덕군 서기로 발령받으며 총독부 소속 관리가 되었다. 이후 함경남도 함흥군 서기를 지냈으며, 일본 정부로부터 한국병합기념장도 수여받았다.
함흥군 서기를 지내던 중 갑산군 군수로 발탁되어 총독부 군수가 되었다. 갑산군수를 끝으로 1921년에 퇴관하여 총독부 군수를 지낸 기간은 2년이 채 못된다. 퇴직 당시 정8위에 서위되어 있었다.
퇴관 후에는 향리로 돌아가 현재의 경기도 남양주시 지역인 양주군 별내면에서 면장을 역임하였다. 1933년까지 별내면장으로 재직 중이었고, 종7위 훈8등에 서위되어 있었다.
2008년 민족문제연구소가 발표한 친일인명사전 수록예정자 명단 중 관료 부문에 포함되었다.

## 같이 보기
- 민족문제연구소의 친일인명사전 수록자 명단 - 관료

## 참고자료
- 윤자록(尹滋祿) - 국사편찬위원회